# Рикардо Зунино
Рикардо Зунино (на испански: Ricardo Zunino) е бивш аржентински пилот от Формула 1. Роден е на 13 април 1949 година в Сан Хуан, Аржентина.

## Формула 1
Рикардо Зунино дебютира във Формула 1 през 1979 г. в Голямата награда на Канада, в световния шампионат на Формула 1 записва 11 участия като не успява да спечели точки. Състезава се само за отборите на Брабам и Тирел.